# Gymnasium St. Augustin

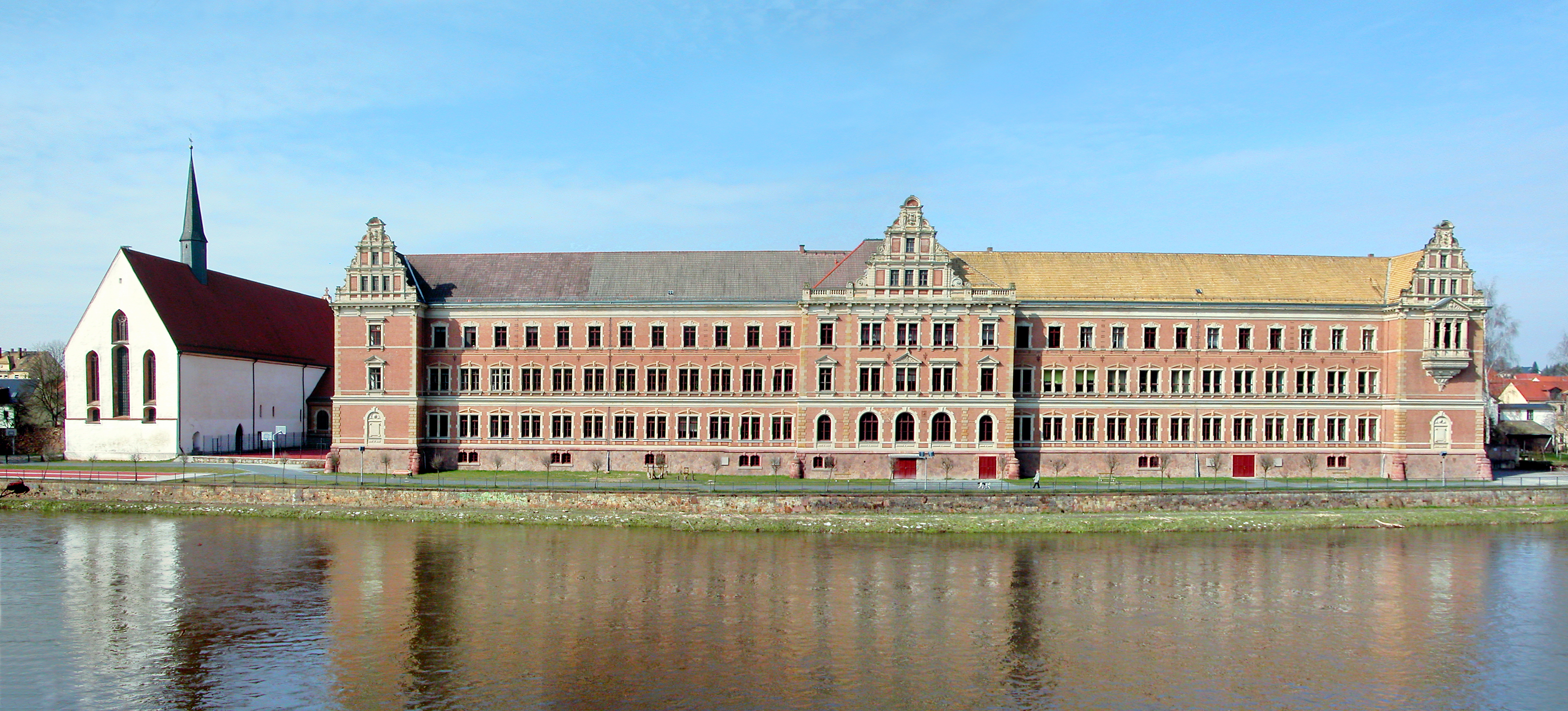
Gymnasium Sankt Augustin, Gesamtansicht der Mulde-Seite, sowie Klosterkirche Grimma

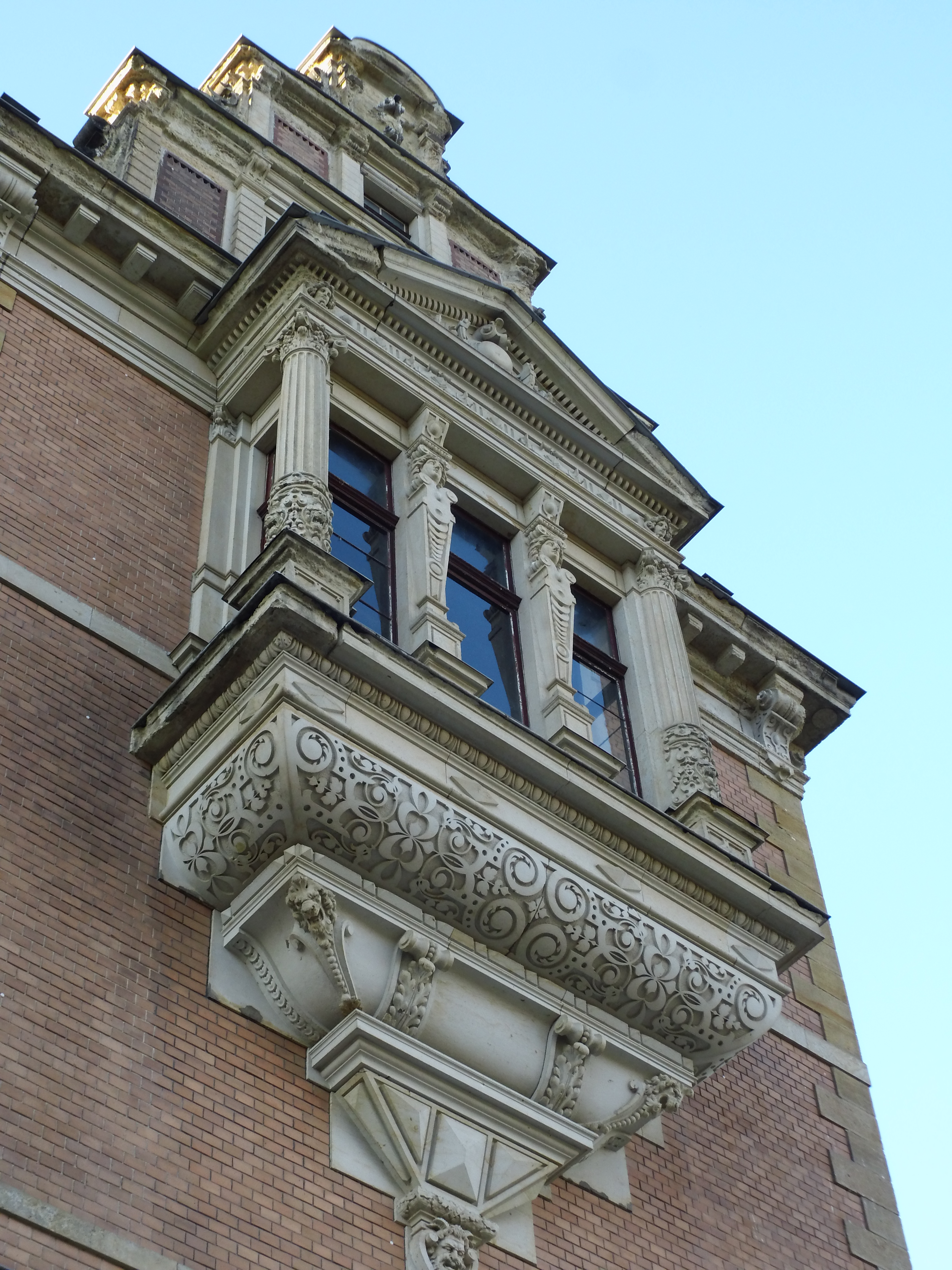
Prachtgiebel am Wohnzimmer der einstigen Rektorenwohnung

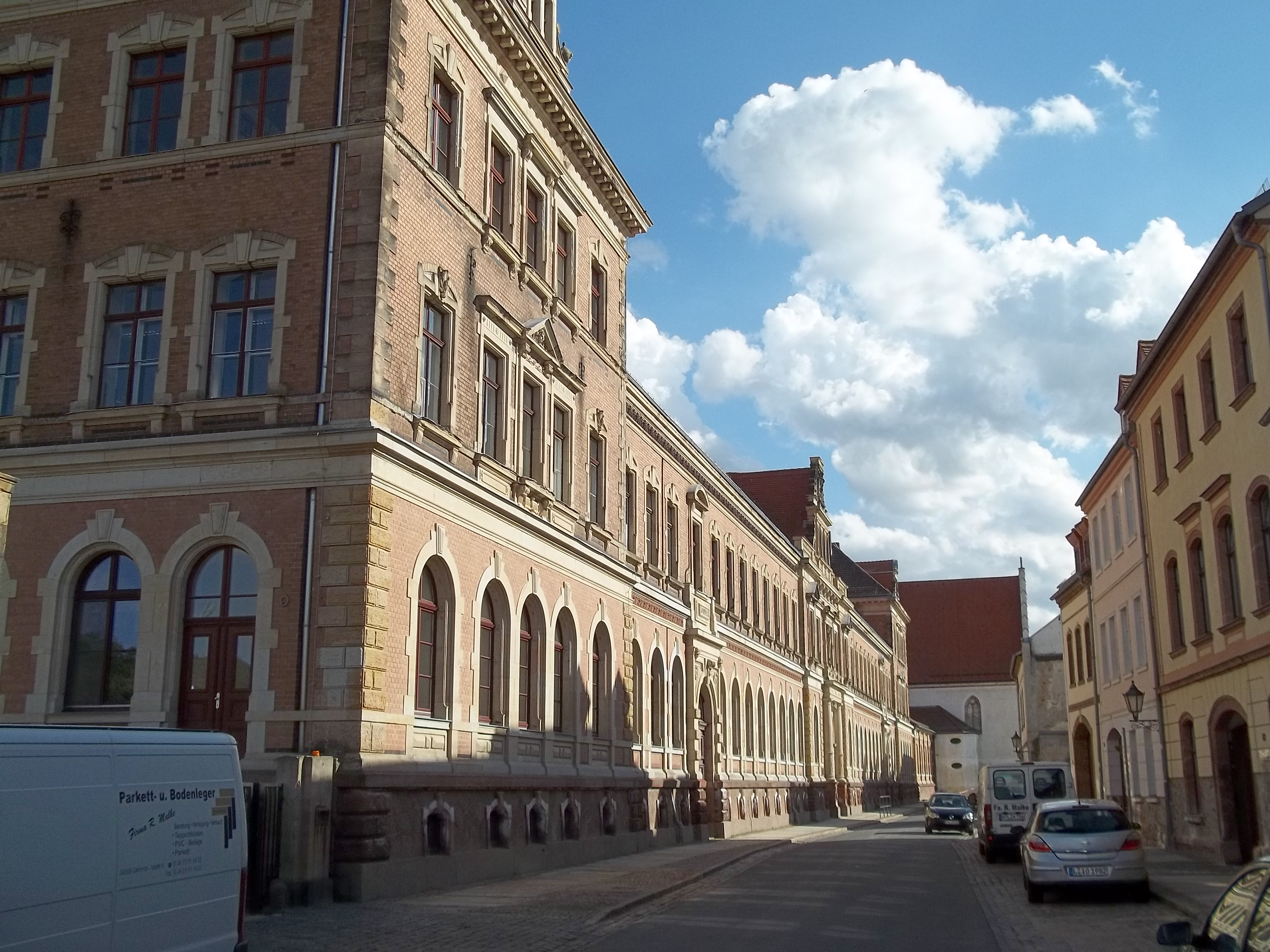
Gymnasium St. Augustin, Ansicht Klosterstraße

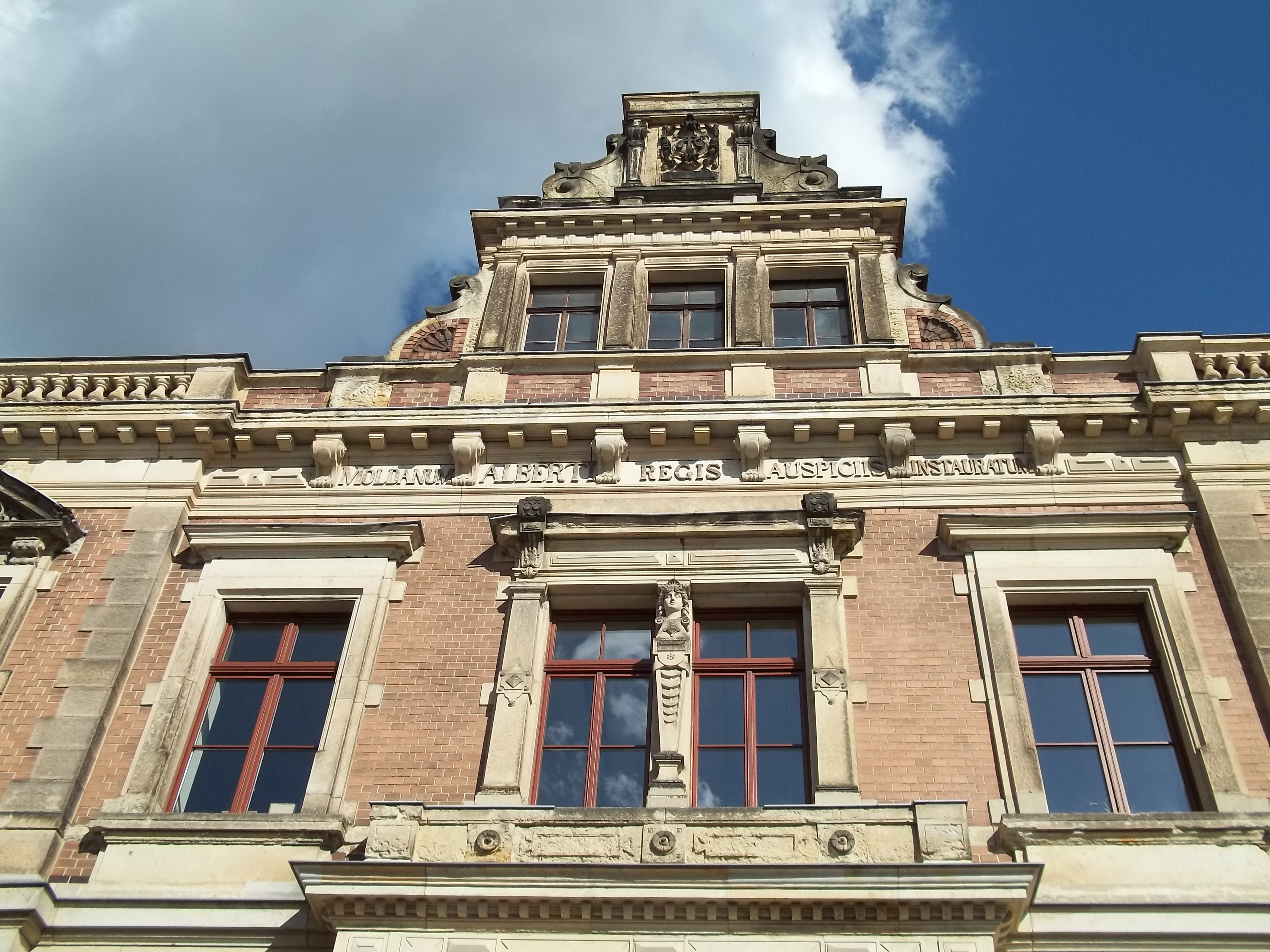
Mittelportal des Gymnasiums St. Augustin

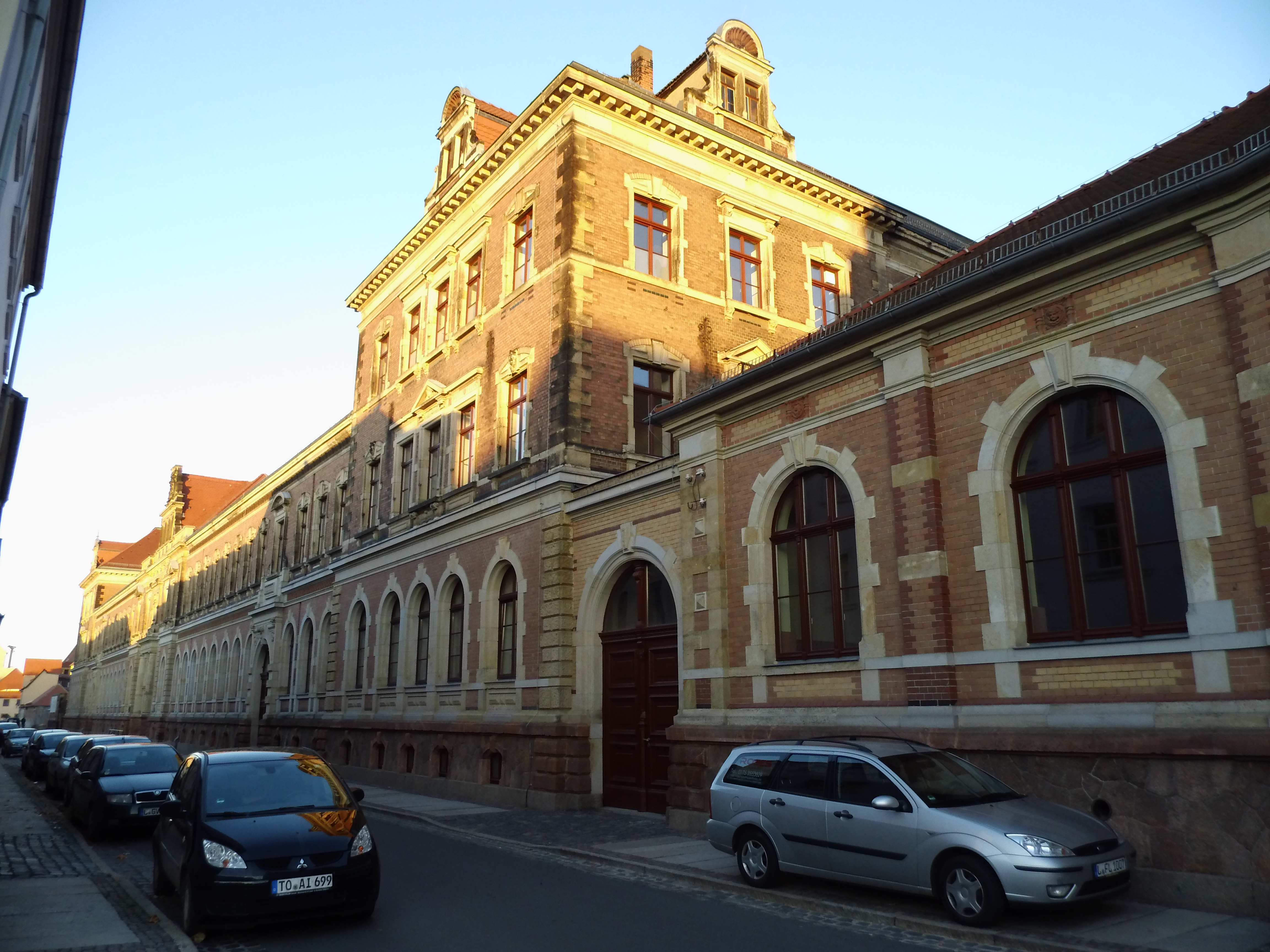
Fassade des Gymnasiums zur Klosterstraße – mit Haupteingang in der Gebäudemitte

Das Gymnasium St. Augustin zu Grimma ist Sachsens einziges Regelgymnasium mit Internat.
Gegründet 1550 von Herzog Moritz von Sachsen, war sie als Fürstenschule Grimma und Landesschule Grimma die jüngste der drei sächsischen Fürstenschulen und fast vier Jahrhunderte voruniversitäre Lehranstalt für den Beamten- und Theologen-Nachwuchs in Kursachsen und Mitteldeutschland. Die drei Fürstenschulen Landesschule Pforta, Sächsisches Landesgymnasium Sankt Afra in Meißen und Grimma sind die ältesten staatlichen Schulen in Deutschland.

## Gegenwart
St. Augustin ist ein Gymnasium mit vertiefter sprachlicher Ausbildung. Es bot erstmals ab dem Schuljahr 2014/2015 die vertiefte Ausbildung in Englisch ab Klassenstufe 5 an. Zuvor bot das Gymnasium lange Zeit als traditionelles Ausbildungs-Alleinstellungsmerkmal die vertiefte sprachliche Ausbildung mit Latein als zweiter Fremdsprache an – letztmals ab Klasse 5 im Schuljahr 2010/2011. Die Schüler dieser Latein-Spezialklasse legten im Juni 2018 ihr Abitur ab.
Zum Gymnasium St. Augustin zu Grimma gehören das Stammhaus (dem Moldanum, das Ur-Haus für die Klassenstufen 8–12), das Seume-Haus (das einstige Seume-Gymnasium für die Klassenstufen 5–7; ursprünglich ab 1913 Königliches Lehrerseminar („Neues Seminar“), ab 1928 Staatliche Deutsche Oberschule, in der NS-Zeit Herbert-Norkus-Schule), seit 2016 das Stammhaus-Nachbargebäude Altes Seminar und seit 2017 das Nebengebäude des Seumehauses (das jetzige Horst-Naumann-Haus), das durch einen Glasbau mit dem Seumehaus verbunden ist.
Aktuelle Zahlen und Informationen zum Gymnasium sind online zu finden in der Sächsischen Schuldatenbank.
Fortlaufende Chronik für das aktuelle Schuljahr sowie Rückblicke auf das zu Ende gegangene Schuljahr ist das alljährlich im Herbst erscheinende Augustiner Blätter Jahrbuch.
Direkt am Ufer der Mulde gelegen, ist das Stammhaus des Gymnasiums immer wieder von Überflutungen betroffen, so auch vom Augusthochwasser 2002. Die Bauschäden betrugen damals 6,7 Millionen Euro; hinzu kamen die Schäden an der Schulausstattung von 1,2 Millionen Euro. Erneut kam es beim Jahrhunderthochwasser 2013 zur Überflutung.
Die Stadt Grimma hat seit dem Hochwasser 2002 bis 2017 für Arbeiten am Stammhaus, am Haus Seume und am Gebäude Altes Seminar mit Hilfe von Fördermitteln fast 15 Millionen Euro bereitgestellt. Im Juli 2019 zahlte die Stadt Grimma vorsorglich 265.000 Euro Fördergeld zurück, das nach Ansicht der Sächsischen Aufbaubank möglicherweise nicht vorschriftsgerecht verwendet worden war.

### Zusätzliche Aktivitäten

#### Schülerarbeiten
In den gymnasialen Leistungskursen entstehen immer wieder herausragende Schülerarbeiten, die mehrfach beim Geschichtswettbewerb des Bundespräsidenten erfolgreich waren. Mehrfach wurden Arbeiten von Schülern veröffentlicht. Eine deutsch-ungarische Broschüre mit Film wurde November 2014 mit dem Sonderpreis des Sächsischen Landespreises für Heimatforschung ausgezeichnet.

#### Schülertheater, Theaterring, Seume-Wanderung
Theateraufführungen der Schüler gehören seit vielen Jahrzehnten zu den Schultraditionen. So war etwa am einstigen Seume-Gymnasium Grimma die Theatergruppe Shakespeares Erben jahrelang aktiv. Im November 2008 kam das Stück Norway.today zur Aufführung und wurde bei einem Wettbewerb in Leipzig ausgezeichnet. Seit 2009 erarbeitete die Theatergruppe Die Ponys folgende Aufführungen: 2010 das Räuber-Projekt, 2011 Die Möwe, 2012 Ein Sommernachtstraum auf Long Island und vom 3. bis 5. Juli 2014 Romeo & Julia – unchained.
Seit 1960 besteht ohne Unterbrechung ein Gruppenabonnement für Theaterbesuche in Leipzig.
Mit Bezug auf Johann Gottfried Seume fand viele Jahre die Seume-Wanderung nach Leipzig statt. Die jüngsten Seume-Wanderungen waren am 16. April 2010, 29. Oktober 2010, 25. Mai 2012, 3. Mai 2013 und 9. Mai 2014.

#### Schülerfahrradtour Grimma–Prag–Grimma
Seit 1976 gibt es die jährlichen Schüler-Fahrradtouren von Grimma nach Prag und zurück. Im Juli 2015 fand die Tour zum 40. Mal statt.

#### Schülerzeitung
Schüler des Gymnasiums St. Augustin gestalten die Schülerzeitung „Augustiner Blätter“. Für eine Online-Ausgabe der Schülerzeitung erhielten sie 2021 den „Förderpreis Aufsteiger für die beste neugegründete Schülerzeitung“ des Jugendpresse Sachsen e. V.

#### Schülerrat
Der Schülerrat besteht aus den gewählten Klassen- und Kurssprechern sowie deren Stellvertretern jeder Klasse bzw. jedes Kurses. Diese Vertretung wählt jährlich den Vorstand. Die Aufgabe des Schülerrates besteht darin, eine Verbindung zwischen den Schülern, Lehrern und der Schulleitung herzustellen und dabei die Schülerschaft des St. Augustins zu vertreten.

### Augustiner-Verein
Der Augustiner-Verein ist der Förderverein für das Gymnasium St. Augustin. Er fördert Bildung und Erziehung am Gymnasium sowie im zugehörigen Internat und beschafft dafür Mittel. Der Augustiner-Verein wahrt die Tradition des Gymnasiums St. Augustin und pflegt die Verbundenheit zwischen ehemaligen Schülern, Eltern, Freunden und Förderern der Schule. Er unterstützt die Augustiner-Stiftung Grimma. Vereins-Vorsitzender ist Klaus-Dieter Tschiche.

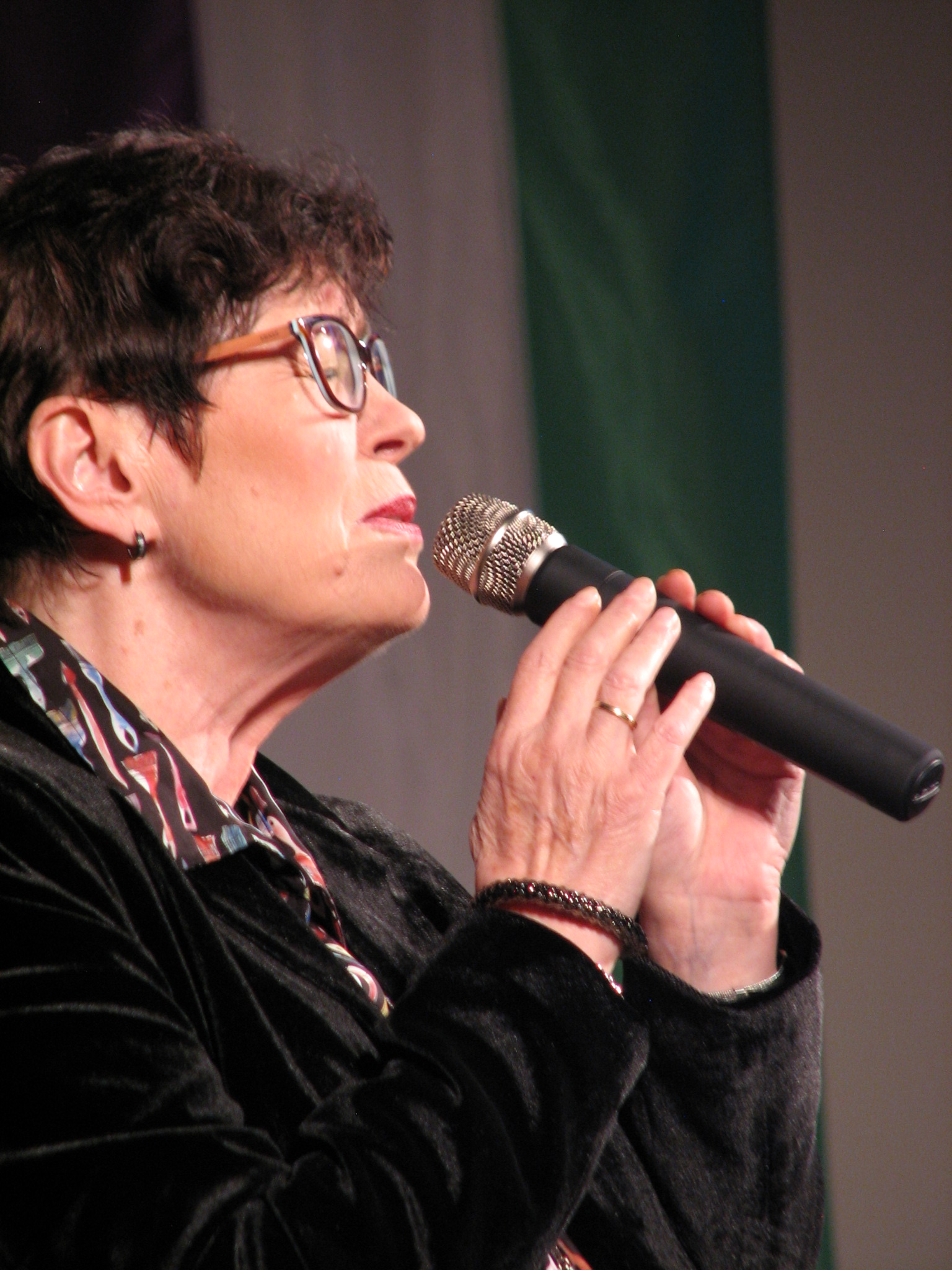
Uschi Brüning beim 32. Augustiner-Konzert im Gymnasium St. Augustin am 14. September 2018

Dreimal pro Jahr organisiert der Augustiner-Verein die „Augustiner-Konzerte“, für die der Musiker Stephan König die musikalische Verantwortung trägt. Veranstaltungsort ist die Aula des Gymnasiums. Am 14. September 2018 trat beim 32. Augustiner-Konzert die Sängerin Uschi Brüning auf. Seit September 2013 hat der Schul-Förderverein einen zugehörigen Chor, der nach Paul Gerhardt, dem bekanntesten Schüler von St. Augustin, benannt ist. Als „Paul-Gerhardt-Kammerchor des Augustiner-Vereins e. V.“ vertritt er den Verein in der Öffentlichkeit.
Der Stadtrat Grimma hatte im Juli 2017 den Betrag von 540.000 Euro für die weitere Sanierung der teils stark verwitterten Fassade in der Klosterstraße und im Innenhof bereitgestellt. Der Augustiner-Verein steuerte 50.000 Euro bei, mit denen die Fenster denkmalschutzgerecht saniert werden sollen. Bis 2016 beherbergte das Gymnasium das Archiv der Fürstenschüler-Stiftung in der ursprünglichen Rektorenwohnung. Nach der Eröffnung des sanierten, benachbarten „Alten Seminars“ zog das Archiv dorthin. Am 20. Juni 2017 übergab Landrat Henry Graichen den Zusagebescheid an Klaus-Dieter Tschiche.

#### Auszeichnungen für hervorragende Leistungen
Seit 2008 verleiht der Augustiner-Verein in Anerkennung hervorragender Leistungen in verschiedenen Bereichen und im direkten Zusammenhang mit den Vereinszielen folgende Preise:
- Adam-Siber-Preis (Verleihung alle zwei Jahre)
- Samuel-von-Pufendorf-Preis
- Paul-Gerhardt-Preis
- Ernst-Florens-Friedrich-Chladni-Preis
- Georg-Henning-Preis, benannt nach dem Heimatforscher Georg Henning (* 30. Oktober 1873 in Oschatz; † 18. Juli 1957 in Lunzenau).
- Die Restauratoren Burga Marx und Uwe Marx aus Grimma erhielten 2005 als Dank und Anerkennung für ihre Arbeit zur Rekonstruktion des historischen Kleinen Betsaals im Gymnasium die Kurfürst-Moritz-Goldmedaille.[50]

## Geschichte
Gegründet 1550 im damals funktionslos gewordenen Kloster Grimma, wovon die benachbarte Klosterkirche Grimma zeugt, ist die Bildungsstätte fast 400 Jahre eine wesentliche Säule der Reformation gewesen – viele ihrer Abiturienten wurden evangelische Pfarrer und Gelehrte. Im September 2020 feierte die einstige Fürsten- und Landesschule Grimma ihren 470. Geburtstag.
Das heutige Gebäude im Neorenaissance-Stil wurde als Schulneubau 1891 von König Albert von Sachsen eingeweiht. Die angrenzende Klosterkirche Grimma war von 1550 bis 1937 hauptsächlich zugehörige Schulkirche. Das architektonische Ensemble von Schule und Kirche – von der Muldenseite aus gesehen – zählt zu Grimmas bekanntesten Stadtaufnahmen.
Das Gymnasium besteht heute aus Stammhaus – auch Moldanum genannt –, Seume-Haus und weiteren Gebäuden. Das einzig verbliebene Regelgymnasium im Altkreis Grimma, nachdem 2006 die Gymnasien in Colditz und Bad Lausick aufgelöst sowie Grimmas Seume-Gymnasium und St. Augustin fusioniert wurden, leitet seit 2020 Karsten Schrempel.
Kurfürst Moritz von Sachsen ließ 1550 im leerstehenden Kloster seine dritte Landesschule einrichten – so wie zuvor in Meißen und bei Naumburg. Sein Ziel waren gescheite und verlässliche Kopfarbeiter für die evangelische Kirche und deren Verwaltung. Begabte Jungen aus allen Schichten der Gesellschaft erhielten dort – größtenteils über Freistellen – gründliche Schulbildung, protestantischen Glauben und festen Wertekanon. Zum Platz an der Schule gehörte auch das Bett im Alumnat, wo die Schüler einander erzogen. Nach dem Universitätsstudium wurden viele Theologen, Lehrer, Professoren, Wissenschaftler und Politiker.
Das Grundkonzept – stets verzögert dem Zeitgeist angepasst – funktionierte fast 400 Jahre. Ab 1936 zerstörte die nationalsozialistische Ideologie die Schulideale. Nach 1945 schufen die neuen Machthaber ihr sozialistisches Fundament, duldeten Bilderstürmereien wie zum Beispiel die Auflösung und teilweise Plünderung der umfangreichen, wertvollen Schulbibliothek. 1945 fiel das Geschlechtsmonopol – aktuell lernen mehr Mädchen als Jungen am Gymnasium. Seit 1992 heißt die Schule „Gymnasium St. Augustin zu Grimma“. Das Vorhaben, wie die beiden Schul-Schwestern St. Afra in Meißen und Schulpforta in Sachsen-Anhalt erneut Landesschule zu werden, misslang jedoch.
Die Liste namhafter Personen, die dort ein und aus gingen, ist umfangreich: Sie reicht vom Kirchenlied-Dichter Paul Gerhardt (1607–1676) bis Carmen Nebel, vom Politiker und Dresdens Oberbürgermeister Wilhelm Külz (1875–1948), über Ex-Landrat Gerhard Gey bis Petra Köpping und Knut Löschke.
Auch die Thomaner waren ab 5. Dezember 1943 bis Kriegsende 1945 dort zu Hause, nachdem ihr Alumnat beim Bombenhagel auf Leipzig beschädigt wurde. Seit März 2015 darf sich das Gymnasium den Titel „Schule ohne Rassismus – Schule mit Courage“ nennen.

### Zu den historischen Namen
Als sich die Klöster in der Folge der Reformation leerten, stellte sich die Frage, was mit den Gebäuden und dem beträchtlichen Grundbesitz geschehen sollte. Herzog Moritz von Sachsen entschloss sich, in dreien dieser Klöster Schulen einzurichten. Damit entstanden Schulen, deren Träger der Landesherr war, also staatliche Schulen.
Daher stammen auch die historischen Namen dieser Schulen – es waren kurfürstliche Schulen, also „Fürstenschulen“. Zudem waren sie Schulen im bzw. für den Machtbereich des Herrschers, also für das Kurfürstentum, für das Königreich (ab 1806), für den Freistaat Sachsen (ab 1919) – kurzum für das „Land“, woraus sich die Bezeichnung „Landesschulen“ ergab.
Träger der Schule ist heute der Freistaat Sachsen.

### Einleitung
Vom Pädagogen Friedrich Paulsen stammt die viel diskutierte These, die drei sächsischen Fürstenschulen seien seit 1543 die leistungsfähigsten hochschulvorbereitenden Einrichtungen im protestantisch-deutschsprachigen Raum gewesen.
Zur Geschichte der Schule, ihrer Lehrer und Schüler seit 1550 sowie der bis 1945 zugehörigen Klosterkirche Grimma finden sich vielfältige Dokumente im Archiv der Fürstenschüler-Stiftung, das von 1992 bis 2010 von Kurt Schwabe auf- und ausgebaut sowie geleitet wurde und von 2011 bis 2023 von Volker Beyrich (1940–2023) geführt wurde. Seit Frühjahr 2016 ist das Archiv im Dachgeschoss des benachbarten Gebäudes Altes Seminar, zuvor Döringsches Freihaus, untergebracht.

### Reformation und die Landesschule Grimma
Volker Beyrich verweist im Zusammenhang mit der Luther-Dekade und dem Jubiläum „500 Jahre Reformation“ 2017 darauf, dass die drei Fürstenschulen in Schulpforta, Meißen und Grimma beabsichtigte „stabilisierende Rückwirkungen“ auf die Reformation hatten, wie der Text der Stiftungsurkunde belegt: Die Schulen sollten gegründet werden, „damit es mit der Zeit an Kirchendienern … nicht Mangel gewinne“. So studierten nach Beyrichs Recherche 15 von den 25 Knaben, die im Gründungsjahr 1550 in die Schule in Grimma aufgenommen wurden und für die der spätere Beruf überliefert ist, Theologie. Untersuchungen zu 550 Schülern, die von 1701 bis 1750 die Landesschule Grimma besuchten, ergaben, dass mehr als 40 Prozent von ihnen später kirchliche Berufe ausübten.
Die Reformation machte die Landesschulen erst möglich – sowohl inhaltlich als auch materiell. Umgekehrt trugen die Landesschulen nach Beyrichs Ansicht „nicht unwesentlich zur Stabilisierung der Reformation und der evangelisch-lutherischen Kirche bei: Sie haben damit auch Anteil an der Stärkung des sächsischen Pfarrhauses, das über die Jahrhunderte nicht nur für den christlichen Glauben und die evangelisch-lutherische Kirche eine große Rolle spielte, sondern für die gesamte kulturelle Entwicklung Sachsens.“

### 16. bis 18. Jahrhundert
1550 profitierte Grimma davon, dass 60 Kilometer westlich ein katholischer Bischof anders wollte als der protestantische Landesvater: 1543 setzte Herzog Moritz von Sachsen einen Rat von Georg von Carlowitz, den dieser ihm 1537 gegeben hatte, in die Tat um: Er erließ am 21. Mai 1543 die „Neue Landesordnung“, mit der im Abschnitt Von dreyen neuen Schulen die dauerhafte Grundlage für die Fürsten- und Landesschulen in der Region gelegt wurde:
- Sankt Afra in Meißen (1543),
- St. Marien zur Pforte bei Naumburg (Saale) (1543),
- und eine in Merseburg. Jedoch soll die Schulgründung am Widerstand des dortigen damaligen Merseburger Bischofs Sigismund von Lindenau gescheitert sein – und so fiel sieben Jahre später die dritte noch ausstehende Entscheidung zur Schulgründung zugunsten von Grimma.

1550 wurde die dritte sächsische Landesschule im ehemaligen Augustiner-Eremiten-Kloster zu Grimma gegründet und auch Collegium Moldanum genannt. Ihr erster Rektor war der Pädagoge Adam Siber.

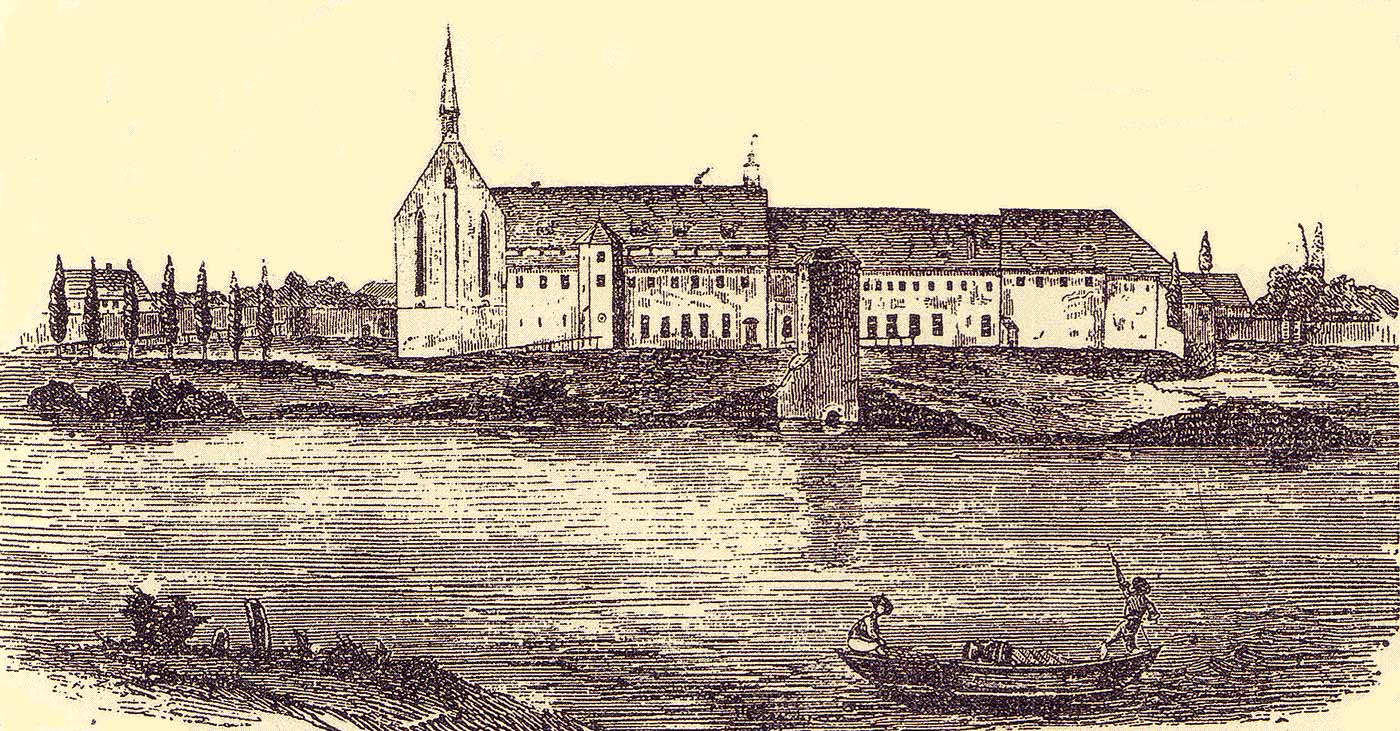
Fürstenschule Grimma: Das erste Bauwerk bis 1820

Zwischen 1622 und 1627 besuchte der spätere protestantische Kirchenliederdichter Paul Gerhardt die Landesschule Grimma und zwischen 1645 und 1650 war der Philosoph und Völkerrechtler Samuel von Pufendorf Schüler der Fürstenschule. Die Brüder Johann Heinrich und Gottlieb Stöckhardt begründeten um 1690 nach ihrem Schulbesuch die beiden Hauptlinien der Gelehrtenfamilie Stöckhardt in Putzkau und Lauterbach.
Bis zum Jahre 1721 trug der Kantor der Fürstenschule und Komponist Samuel Jacobi die sogenannte „Sammlung Jacobi“ in Grimma zusammen, die als eine der bedeutendsten Sammlungen barocker Kirchenmusik gilt.
Eine wissenschaftliche Untersuchung aus dem Jahr 1989 hat das Lehren und Lernen an dieser Schule zum Thema: Die Diplomarbeit beleuchtet die Zeitspanne von 1580 bis 1773 aus pädagogischer Sicht.

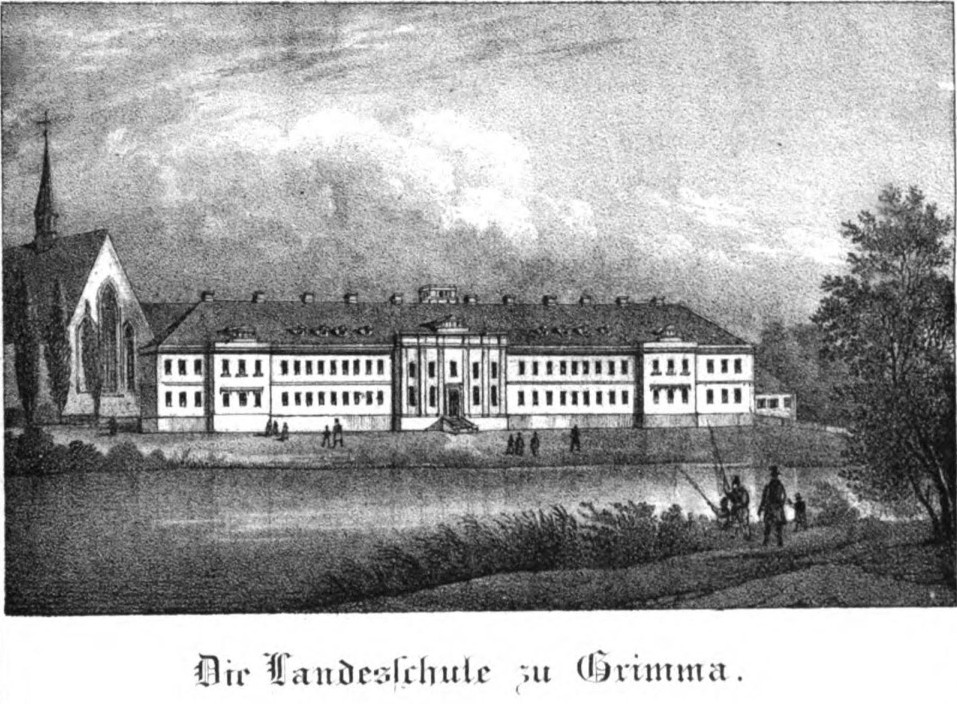
Fürstenschule Grimma: Das zweite Bauwerk ab 1828

### 19. Jahrhundert

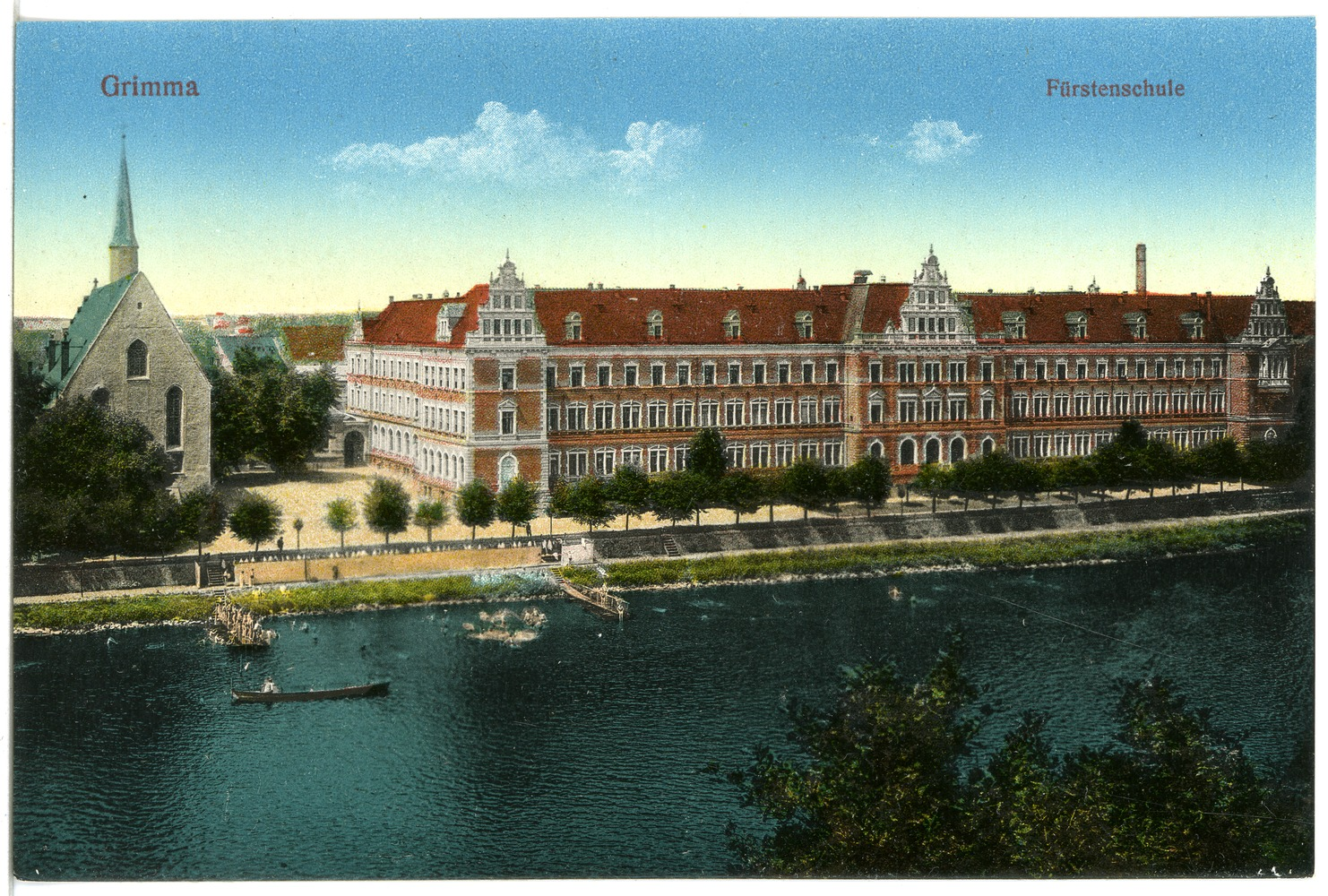
Die Fürstenschule (rechts) und die Klosterkirche Grimma (links) im Jahr 1915

1811 wurde Karl Aemilius von Werthern die Inspektion der Fürstenschule zu Grimma übertragen, die er bis 1815 innehatte. 1820 wurde das alte Schulgebäude abgerissen und an gleicher Stelle ein neuer Bau errichtet, der 1828 eingeweiht wurde. Dieser Bau wurde während des 19. Jahrhunderts mehrmals erweitert, reichte aber für die gewachsene Schülerzahl – so mussten beispielsweise 34 Freistellen von Schulpforta wegen der Teilung Sachsens 1815 nach Grimma übertragen werden – nicht mehr aus. Dennoch wurden Anträge auf Schulerweiterung bis 1874 vom Sächsischen Ministerium des Kultus und öffentlichen Unterrichts aus finanziellen Gründen abgelehnt. Zum Meinungswandel kam es erst, als König Albert nach Grimma kam, die Fürstenschule besuchte und die Bauvorschläge der Schule befürwortete.
Aus Gründen des Hochwasserschutzes fiel die Entscheidung zugunsten eines Neubaus. Der staatliche Baubeamte Hugo Nauck schuf die Baupläne im Stil der Neorenaissance. Sie wurden im September 1886 vom Sächsischen Landtag beschlossen. Der Neubau wurde bei laufendem Schulbetrieb in zwei Bauabschnitten errichtet. Am 20. Juni 1887 feierte man die Grundsteinlegung, am 9. Mai 1888 das Richtfest für den nördlichen Teil des Schulneubaus. Ende Mai 1889 begannen die Bauarbeiten für den zweiten, südlichen Bauabschnitt. Ostern 1891 waren die Bauarbeiten abgeschlossen. Die festliche Einweihung des Schulgebäudes vollzog der sächsische König Albert während der Eröffnungsfeierlichkeiten vom 23. bis 25. September 1891. Kritiker meinten, dass dieses Schulgebäude weder mit dem 16. Jahrhundert (auf das es sich bezog) noch mit regionalen Bautraditionen zu tun hätte.
Das bis heute außen und innen (außer der Aula) überwiegend original erhaltene Gebäude erinnert aus der Vogelperspektive in seiner Gestalt an eine eckige Null und hat die Maße:
- Länge an der Straßenseite: 108,5 Meter
- Länge an der Muldenseite: 116,3 Meter (wegen Hochwassergefahr stärkere Eckbefestigungen am Muldenflügel)
- Breite: 58 Meter
- Höhe des Straßenflügels: etwa 16 Meter bis etwa 22,5 Meter
- Höhe der anderen drei Flügel: etwa 22 Meter bis – einschließlich der Schmuck-Elemente – etwa 28 Meter

Der Innenhof der Schule ist 78,86 Meter lang und an der breitesten Stelle 32 Meter breit.

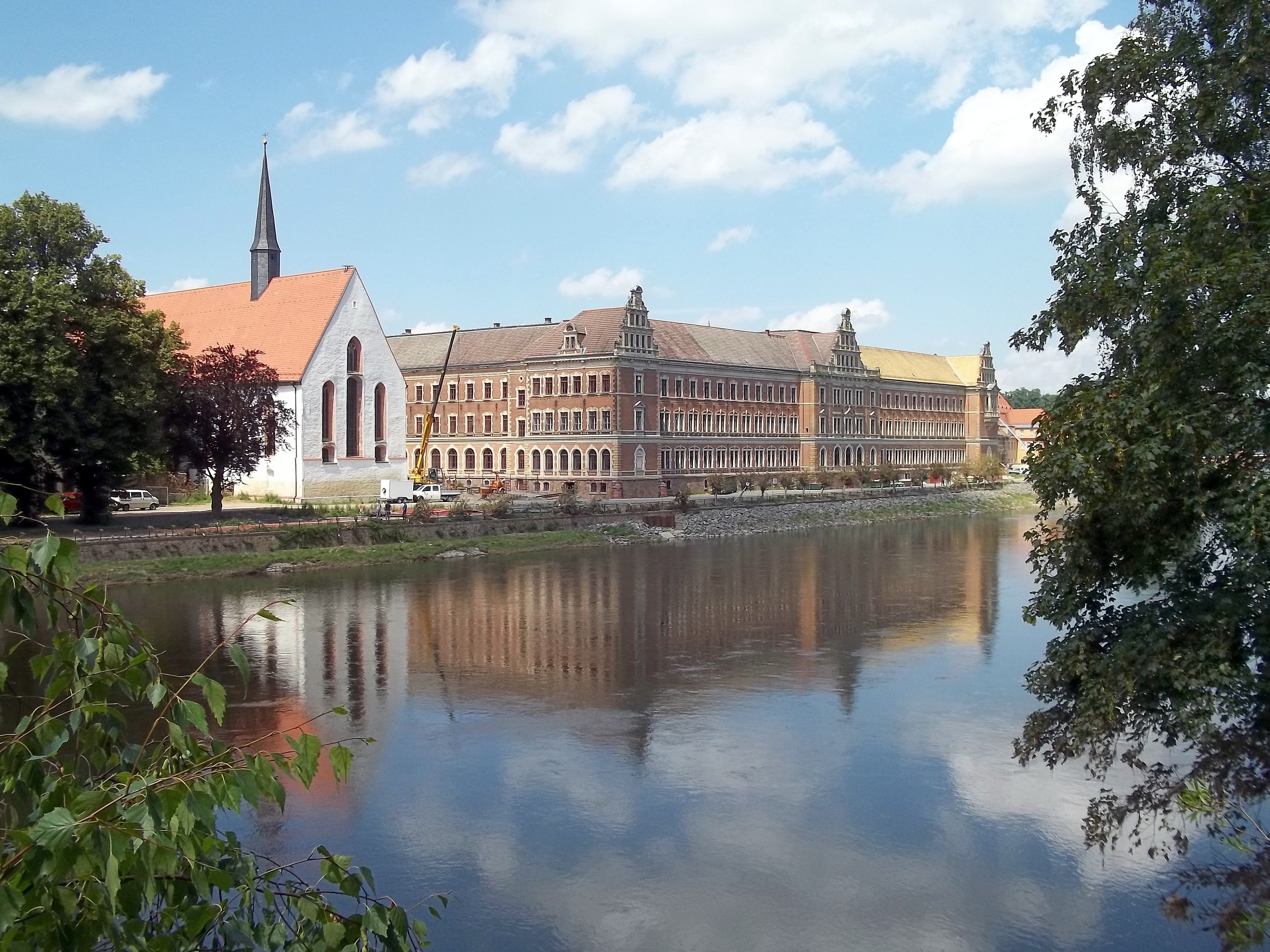
Klosterkirche Grimma und Gymnasium St. Augustin in ihrer heutigen Erscheinung

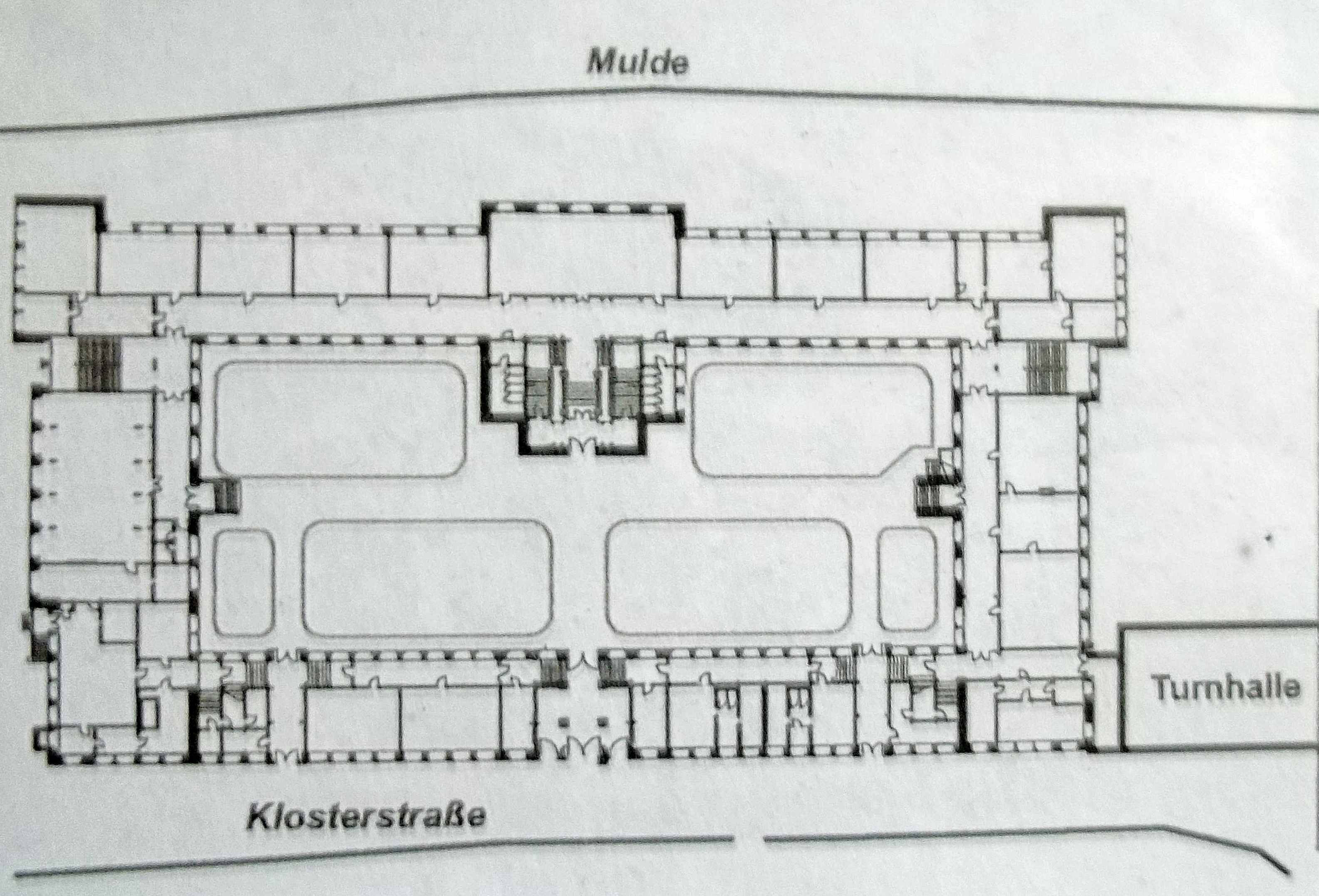
Grundriss des Schulgebäudes (Erdgeschoss) im Jahr 2015

Von der Schulgründung bis zum Ende des 19. Jahrhunderts hatten die Landes- und Fürstenschule zu Grimma rund 7500 Schüler besucht.

### 20. Jahrhundert
Nach dem Ersten Weltkrieg begann 1924 der Umbau der konservativen Fürsten- und Landesschule in ein Reformgymnasium mit republikanischer Prägung.
Die Schule wurde 1936 per Dekret von den Nationalsozialisten gleichgeschaltet. Das Dekret verfügte die Überführung der meisten humanistischen und Reformgymnasien in Deutsche bzw. Staatliche Oberschulen. Jedoch scheiterte das Vorhaben der Nazis, die Landesschule in eine Nationalpolitische Erziehungsanstalt umzugestalten.
Ab 1936 trug die Schule die Bezeichnung Fürstenschule Grimma – Staatliche Oberschule für Jungen. Zu dieser Zeit wurde das Alumnat von 144 Schülern bewohnt.
An der Fürstenschule Grimma wurde 1939 der Unterricht im Fach Griechisch eingestellt. In der schuleigenen Publikation „Augustiner Blätter“ fand sich dazu folgendes Wort an Eltern und Schüler zu den bildungspolitischen Veränderungen am Gymnasium: „Die sprachliche Gabel der 8. Klasse ist der letzte Rest des reformgymnasialen Zuges; mit noch ganzen drei Stunden Griechisch führt sie zu Ostern das alte humanistische Erbe der Fürstenschule zu Ende.“
Anfang Februar 1943 wurden die verbliebenen Schüler zum „Kriegshilfsdienst der deutschen Jugend“ herangezogen; mit dem 25. Februar 1943 endete der reguläre Schulbetrieb.
Von 1550 bis 1930 haben rund 8000 Schüler die Fürsten- und Landesschule St. Augustin zu Grimma besucht; laut Kurt Schwabe sind es zwischen 1550 und 1945 rund 8.700 Schüler gewesen.
Auf Befehl der Sowjetischen Militäradministration in Deutschland wurde am 1. Oktober 1945 der Schulbetrieb wieder aufgenommen.

#### Schulvereinigung und Änderungen des Schulnamens
Ab September 1946 wurden mit Genehmigung der Landesverwaltung Sachsen die bisherige Landesschule Grimma und die bisherige Staatliche Oberschule Grimma zur „Landesschule Grimma (Oberschule)“ vereinigt. Die pädagogische Neugestaltung geschah nach dem Gesetz zur Demokratisierung der deutschen Schule von 1946; gefolgt vom Gesetz über die sozialistische Entwicklung des Schulwesens in der Deutschen Demokratischen Republik vom 2. Dezember 1959 und der DDR-Schulreform wurde die einstige Landes- und Fürstenschule Grimma endgültig zur Oberschule sozialistischer Prägung umgestaltet.
Am 14. November 1949 bildete sich an der Schule in Grimma die Initiative, diese in Wilhelm-Külz-Schule umzubenennen: Külz war dort ab 1888 zur Schule gegangen und hatte 1894 das Abitur erhalten. Am 11. Februar 1953 erfolgte die Umbenennung in Dr.-Wilhelm-Külz-Schule.
Im September 1960 stimmte der Pädagogische Rat der Schule einstimmig dem Vorschlag der Schulleitung zu, den Namen Wilhelm-Pieck-Oberschule zu beantragen. Auch wurde die Oberschule im Schuljahr 1960/61 in eine Erweiterte Oberschule (EOS) umgewandelt. Ab 4. Oktober 1974 trug die EOS – wohl im Zusammenhang mit den offiziellen Feierlichkeiten zum Jubiläum „25 Jahre DDR“ – den Namen Erweiterte Oberschule Ernst Schneller Grimma.
Eine Chronologie der Erweiterten Oberschule Grimma 1957–1990 hat Grimmas Ehrenbürger Horst Naumann im Jahr 2000 veröffentlicht.
Nach der Wende und friedlichen Revolution in der DDR startete der Schülerrat im Februar 1990 eine Befragung zum Schulnamen. Dabei befürworteten Schüler und Lehrer mehrheitlich die Ablegung des Namens Ernst Schneller mit dem Ergebnis, dass ab September 1990 der Name Erweiterte Oberschule Grimma lautete. Am 11. Juni 1992 einigte sich das Lehrerkollegium auf den Namen Gymnasium St. Augustin zu Grimma. Den führt das Gymnasium offiziell seit dem Schuljahr 1992–1993.

#### Madrigalchor St. Augustin
Nach Kriegsende begann Diethard Hellmann als Neulehrer für Musik an der Fürstenschule. Hellmann gründete den Madrigalchor St. Augustin, der 1946 nachweisbar ein Dutzend größere Auftritte in Grimma und Umgebung hatte. Dieser Madrigalchor wurde hohen Ansprüchen gerecht, sodass die Mitteldeutsche Rundfunk AG (MIRAG) im Dezember 1946 dessen Weihnachtskonzert aufzeichnete und am 25. und 28. Dezember 1946 sendete. Höhepunkt und Abschluss von Hellmanns Engagement an dieser Schule war Mozarts Singspiel Bastien und Bastienne im Mai 1948, dann verließ er Grimma.

#### Schulbibliothek, Musikaliensammlung, Jubiläums-CD

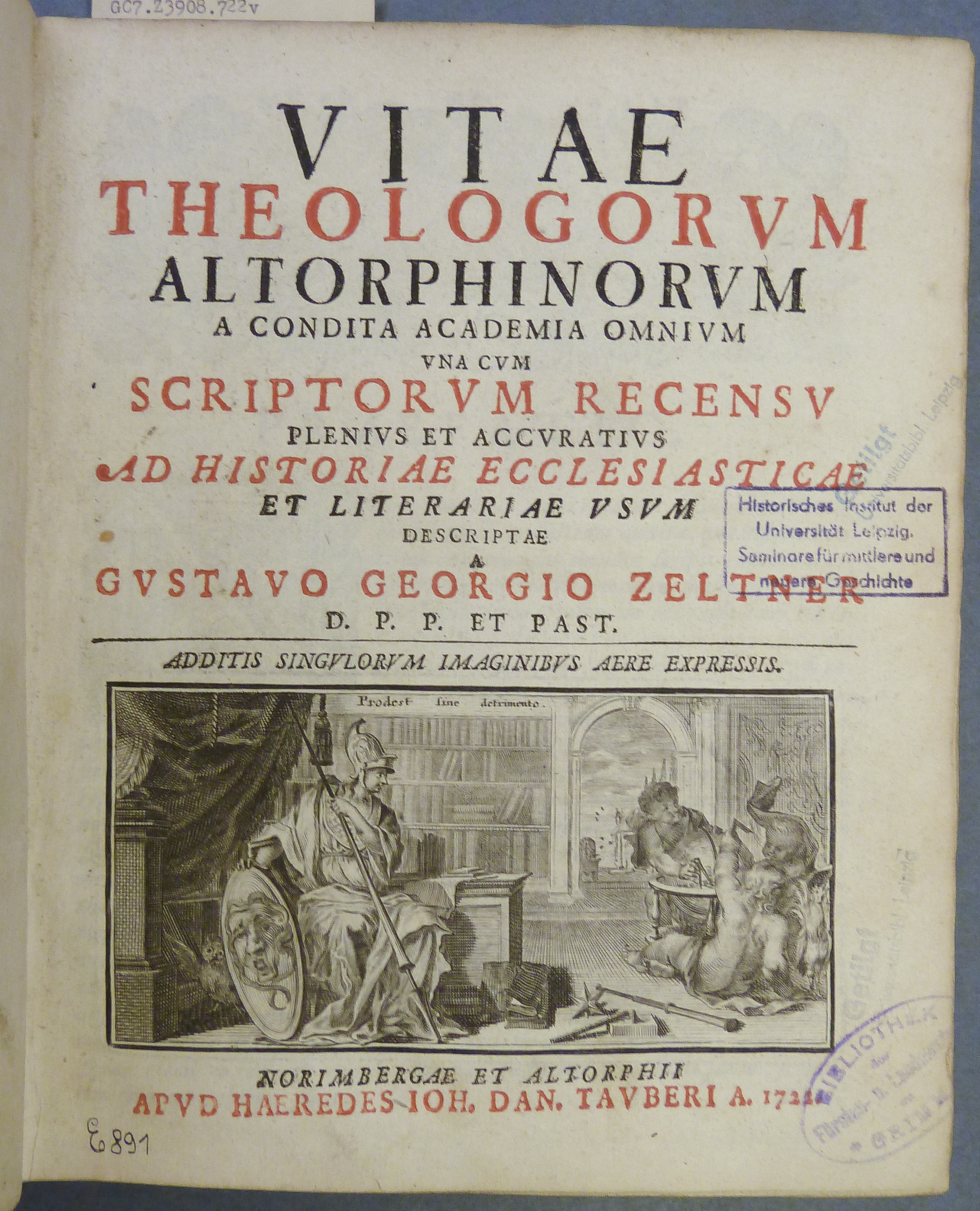
Titelblatt eines Bandes von 1722, ehemals der Schulbibliothek, später in der Universität Leipzig, heute in der Bibliothek der University of Pennsylvania

In fast 400 Jahren war bis etwa 1933 an der Schule eine eindrucksvolle Bibliothek von rund 14.000 Bänden entstanden – nicht zuletzt dank zahlreicher Schenkungen vieler Absolventen und Lehrer der Fürstenschule (der einstige Schüler und spätere Archivleiter Kurt Schwabe spricht sogar von 30.000 Bänden). Doch die damals herrschende Politik sorgte dafür, dass innerhalb weniger Jahrzehnte diese Bibliothek zwangsweise aufgelöst wurde.

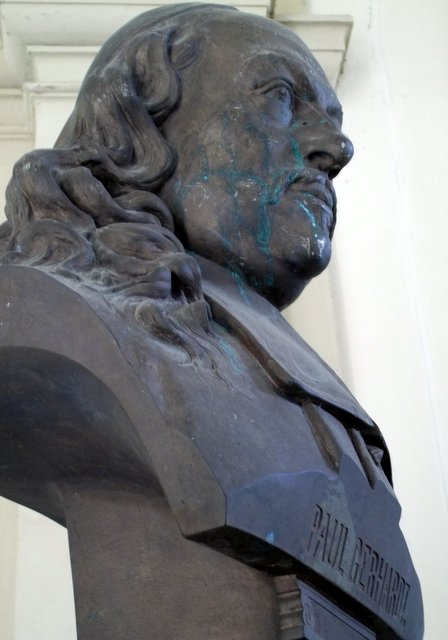
Ehren-Büste für den einstigen Schüler Paul Gerhardt im Gymnasium St. Augustin Grimma (Haupteingang)

Auslöser für die Bibliotheks-Auflösung war eine Anordnung des DDR-Ministeriums für Volksbildung von 1960/1961, die die Überführung historischer Gymnasial-Bibliotheken an wissenschaftliche Bibliotheken festlegte. Daraufhin betrieb die Sächsische Landesbibliothek in Dresden seit Ende 1961 die Auflösung der einstigen Fürstenschul-Bibliothek und erhielt rund 11.000 Bände, deren Titel jedoch nicht mit einer Übergabe-Übernahme-Liste erfasst wurden. Weitere Bücher gingen an das Kreismuseum Grimma und die Universität Leipzig. Zwischen 1.000 und 3.000 Bücher sollen an der Erweiterten Oberschule verblieben sein in sachgebietsbezogenen Handbibliotheken der dortigen Fachlehrer. Zumindest von der Universität Leipzig wurden Bände ausgesondert und kamen in den Antiquariatshandel; ein Band befindet sich heute in der Bibliothek der University of Pennsylvania.
Als Beleg für 300 Jahre gelebte schulisch-akademische Musikpflege gehörten zum Bestand der Fürstenschul-Bibliothek Grimma rund 1.300 musikalische Handschriften und Drucke – die zugehörigen Gottesdienste und Konzerte fanden regelmäßig in der angrenzenden Klosterkirche Grimma statt. Sie sind heute in der Landesbibliothek Dresden zu finden. Sie umfasst Motetten ab 1550, Einzelhandschriften wie geistliche Konzerte und frühe Kantaten als auch Abschriften von Kirchenmusik der Wiener Klassik, Oratorien und mitteldeutsche Kirchenmusik des 18. und 19. Jahrhunderts. Zu den bedeutenden, in diesen Musikhandschriften vertretenen Fürstenschul-Kantoren und Komponisten gehören Tobias Petermann, Samuel Jacobi, Johann Sigismund Opitz, Johann Gottfried Reichard und Heinrich Ludwig Hartmann. Den vollständigen Katalog hat der musikwissenschaftliche Verein „Repertoire International des Sources Musicales“, RISM-Außenstelle Dresden erstellt – er liegt in Buchform im Archiv der Fürstenschüler-Stiftung in Grimma vor und ist in elektronischer Version bei Qucosa online verfügbar.
Im Jahr 2000 erschien eine CD mit klassischer Musik, die dem Jubiläum 450 Jahre Landes- und Fürstenschule St. Augustin gewidmet war. Die Besonderheit dieser musikalischen Gratulation ist, dass bei fast allen der dort dokumentierten Musikstücke jeweils ein Absolvent, ein Kantor oder ein Lehrer von St. Augustin beteiligt gewesen ist – entweder als Komponist, Textdichter oder interpretierender Musiker (Paul Gerhardt, Samuel Jacobi, Christian August Jacobi, Heinrich Gottfried Reichard, Sigfrid Karg-Elert, Diethard Hellmann, Gottfried Fischer).

## Tradition und Geschichtspflege

### Wahlspruch
Die Schule hat den Wahlspruch

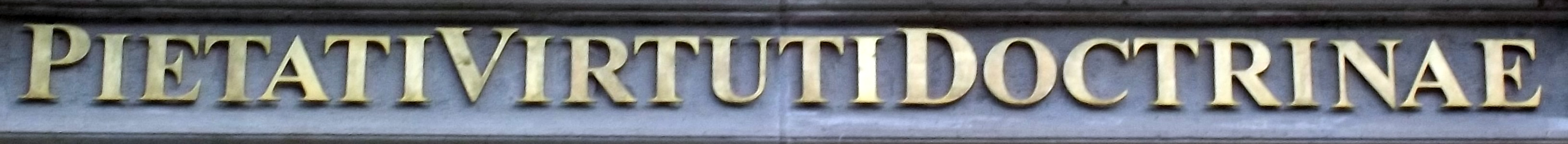
Schulmotto St. Augustin

Die drei lateinischen Worte für Gottesfurcht, Tugendhaftigkeit und Gelehrsamkeit stehen in goldfarbenen Lettern über dem Eingangsportal im Innenhof der Schule. Rektor Schnelle nahm sie am 20. Juni 1887 bei der Grundsteinlegung des heutigen Schulgebäudes auf. Es ist ihre erste urkundliche Erwähnung.
Der einstige Schüler in Grimma und spätere Historiker Klausjürgen Miersch (* 1925) hat das Schulmotto so übersetzt: „St. Augustin sei verpflichtet der Ehrfurcht und Gerechtigkeit, der Tatkraft und Standhaftigkeit, gründlichem Lehren und Lernen und dem forschenden Geiste“.

### Ehrentafeln, Statuen, Porträtgemälde

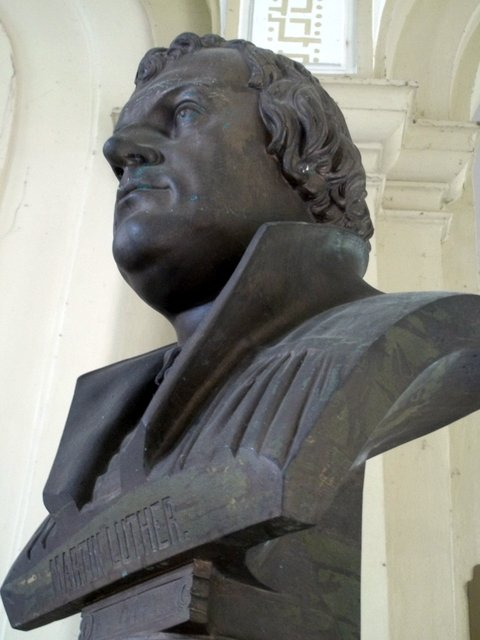
Ehren-Büste für Martin Luther im Gymnasium St. Augustin Grimma (Haupteingang)

Im Durchgang des Hauptportals des Stammhauses gedenken Ehrentafeln der mit der Schulgeschichte verbundenen Persönlichkeiten:
Martin Hayneccius, Samuel von Pufendorf, Christian Gottlob Lorenz, Christian Gottfried Körner, Richard von Volkmann, Wilhelm Külz, Otto Leonhard Heubner, Ernst Florens Friedrich Chladni, Nikolaus Krell, Paul Gerhardt, Gustav Friedrich Dinter, Johann Georg Theodor Grässe und Eduard Friedrich Poeppig.
Ebenso befinden sich dort zwei historische Büsten mit dem Abbild von Martin Luther und Paul Gerhardt.
Im Innenhof erinnern Statuen an Schulgründer Moritz von Sachsen (1550) und an König Albert. Zwei Gedenksteine sind den in den Weltkriegen gefallenen Schülern gewidmet.
In der Aula befinden sich elf historische Ölgemälde, die den Schulgründer Moritz von Sachsen sowie zehn Rektoren der Fürstenschule Grimma zeigen: Adam Siber, Johannes Merck, August Weichert, Noa Hofmann, Immanuel Schwarz, Johann Heinrich Mücke, Georg Ermel, Friedrich Wilhelm Sturz, August Schumacher sowie Johann Tobias Krebs.

### Seume-Gemälde
Im Seume-Haus am Schwanenteich gibt es seit 1989 ein großformatiges Porträt von Johann Gottfried Seume (1,75 m × 1,70 m). Geschaffen hat es der Künstler Günter Ketelhut (1926–2019) im Auftrag des damaligen Seume-Clubs in Grimma. Das farbenfrohe und anspielungsreiche Gemälde (Öl auf Hartfaser) entstand in der Niedergangsphase der DDR und hängt in der Aula. Aktuell (2017) bleibt dem Kunstwerk die angemessene Rezeption versagt.

## Varia

### St. Augustin als Kirchentagungsstätte
Das Gymnasium St. Augustin diente als Tagungsstätte und Herberge für die Teilnehmer der Vollkonferenz der Konfessionellen Evangelisch-Lutherischen Konferenz in Deutschland vom 29. Juni bis 2. Juli 2017.

### Augustiner-Glocke, von 1925 bis 1952 Schulglocke
Die Schulglocke der Fürstenschule Grimma fiel als Metallspende des deutschen Volkes dem Ersten Weltkrieg zum Opfer. So übernahm die Glocke aus der benachbarten Klosterkirche – auch Augustiner-Glocke genannt – aus dem Jahr 1491 deren Aufgaben: Auf Betreiben von Rektor Fraustadt wurde mit Genehmigung des zuständigen Ministeriums in Dresden und mit Zustimmung der regionalen Kircheninspektion die Augustiner-Glocke am 27. August 1925 aus dem Dachreiter der Klosterkirche ausgebaut und auf dem Schuldach des Muldenflügels des Fürstenschule installiert. Erstmals ertönte sie zum Schulfest am 14. September 1925. Ob und wie die Glocke nach dem Zweiten Weltkrieg weiter schulischen Zwecken diente, dazu gibt es verschiedene Überlieferungen. Am 8. Februar 1952 wurde das Glockenritual offiziell abgeschafft. Den schulischen Tagesablauf regelte von da an ausschließlich die elektrische Pausenklingel. – Die Augustiner-Glocke befindet sich seit 1993 wieder im Dachreiter der Klosterkirche, sie zählt zu den ältesten Glocken in Grimma und kann elektrisch geläutet werden (was jedoch selten geschieht).

### Gymnasium als Kulisse in der Tatort–Fernsehserie
1997 wurde im Gymnasium die Folge Tatort: Fürstenschüler gedreht.

### Thomanerchor in der Fürstenschule
Bei den Luftangriffen auf Leipzig am 4. Dezember 1943 wurde auch das Alumnat des Thomanerchores in der Hillerstraße stark beschädigt. Ausweichquartier für den Chor wurde die Fürstenschule zu Grimma für die Dauer von 18 Monaten.

### Vom Jungen-Alumnat zum Internat für Schüler und für Schülerinnen
Ab 14. April 1942 hatte das Alumnat der Fürstenschule kriegsbedingt auch Schülerinnen der Lehrerinnenbildungsanstalt LbA aufzunehmen. Damit endete dessen fast 400-jährige Tradition als reines Jungeninternat. Seit dieser Zeit steht der schulische Wohn- und Lernbereich Jungen und Mädchen gleichermaßen zur Verfügung.
Bis zu diesem Zeitpunkt hatte das Alumnat 144 Plätze ausschließlich für Jungen. Es gab acht Studiersäle. Untergebracht waren die Alumni in zwei Schlafsälen mit rund 60 sowie rund 90 Betten. Weder an der Schule noch im Alumnat waren weibliche Kräfte tätig; es gab ausschließlich männliche Lehrer und Betreuer. Fast alle Schüler wohnten im Alumnat; die wenigen Ausnahmen waren als so genannte „Extraneer“ bei zur Schule gehörenden Lehrern in Grimma zuhause.

### 300-jähriges Stiftungsjubiläum
Zur Feier des 300-jährigen Stiftungsjubiläums 1850 sprach Ephraim Oskar Taube, der die Landesschule von 1842 bis 1848 besucht hatte und im Jahr 1880 Reichsgerichtsrat am Reichsgericht Leipzig wurde, im Namen der jüngsten Absolventen zur Festversammlung. Taube beendete seine Festrede mit folgenden Worten, die zugleich wohl auch als indirekter Trost für die unzähligen damaligen wie folgenden weniger namhaften und weniger berühmten Absolventen der Landesschule Grimma gedacht waren:
„Aber dir, o alma Mater, Mutter dieser fröhlichen aber hungrigen Schaaren, dir rufe ich noch zu: ‚Da du trotz deines guten Willens unmöglich lauter große Männer gebären kannst, dann Heil dir, wenn du deine Söhne so erziehest, daß sie auch mit Ehren klein zu sein wissen.‘“

## Zeitungsartikel
- Frank Prenzel: Zeichensaal atmet 130 alten Charme – Grimmaer Gymnasium: Augustiner-Verein stemmt Finanzierung für aufwendiges Vorhaben. In: Leipziger Volkszeitung, Ausgabe Muldental, 12. März 2021, S. 29.
- Volker Beyrich: 1549. Herzog Moritz macht Weg frei für Fürstenschule in Grimma. Kurfürst von Sachsen regelt freie Bildung und ermöglicht Söhnen ärmerer Stadtbürger den Zugang. In: Leipziger Volkszeitung, Ausgabe Muldental, vom 4. Juni 2018, S. 28.
- Frank Prenzel: Party für den Naumann-Flügel im sanierten Seume-Haus. In: Leipziger Volkszeitung, Ausgabe Muldental, vom 23. September 2017, S. 30.
- Frank Prenzel: Rektorenzimmer soll im Glanz von 1891 erstrahlen. In: Leipziger Volkszeitung, Ausgabe Muldental, vom 31. Mai 2017, S. 29.
- Cornelia Braun: Musikaliensammlung der Landesschule kehrt an Ursprungsort in Grimma zurück. In: Leipziger Volkszeitung, Ausgabe Muldental, vom 24. Mai 2017.
- Cornelia Braun: Grimmaer Gymnasium St. Augustin profiliert sich als Schule für Hochbegabte. In: Leipziger Volkszeitung, Ausgabe Muldental, vom 11. Mai 2017, S. 28.
- Cornelia Braun: Gymnasiasten gehen auf historische Spurensuche in ihrer Heimatstadt Grimma. In: Leipziger Volkszeitung, Ausgabe Muldental, vom 19. April 2017, S. 30.
- Cornelia Braun: Spagat zwischen Denkmalschutz und moderner Technik für den Schulbetrieb. Schüler des Gymnasiums St. Augustin ziehen am 1. April ins Alte Seminar um. In: Leipziger Volkszeitung, Ausgabe Muldental, vom 31. März 2016, S. 30.
- Haig Latchinian, Holger Zürch: Am Montag feiert Grimmas Gymnasium den 465. Geburtstag. Es zählt zu den bedeutendsten Bildungsstätten Mitteldeutschlands. In: Leipziger Volkszeitung, Ausgabe Muldental, vom 12. September 2015, S. 31. (mit Beitrag von Haig Latchinian: Ein Leben für St. Augustin. Lehrer Tschiche brennt für seine Schule (Porträt) sowie Beitrag von Holger Zürch: Seit 465 Jahren Wissensschmiede – auch für Paul Gerhardt, Wilhelm Külz, Carmen Nebel und Petra Köpping)
- Cornelia Braun: Uralt und einzigartig. Das Internat von St. Augustin. Schlafen in der Schule? In Grimma ist das seit 465 Jahren erlaubt. In: Leipziger Volkszeitung, Ausgabe Muldental, vom 13. Mai 2015, S. 34.
- Volker Beyrich: Reformation und Landesschulen – „… damit es mit der Zeit an Kirchendienern und anderen gelahrten Leuten nicht Mangel gewinne …“ In: Leipziger Volkszeitung, Ausgabe Muldental, 6. Oktober 2014, S. 29
- Volker Beyrich: Eine Fundgrube im St. Augustin – Archiv der Grimmaer Fürstenschule beherbergt beachtliche Sammlung zur Regionalgeschichte. S. 219–223 in: Leipziger Volkszeitung, Ausgabe Muldental, 1. September 2014, S. 32
- Volker Beyrich: Die Fürstenschule in Grimma. In: Horst Naumann (Hrsg.): Mein Grimma lob’ ich mir. Von Grimma und dem Muldenland. Bd. 2, Wurzen 2013, ISBN 978-3-00-045946-7.[99]
- Christoph Bode: Mittelalterliche Steingebäude in Grimma und ihre Geschichte in den folgenden Jahrhunderten. In: Horst Naumann (Hrsg.): Mein Grimma lob’ ich mir. Von Grimma und dem Muldenland. Bd. 2, Wurzen 2013, ISBN 978-3-00-045946-7, S. 173–180. (über St. Augustin ab S. 177)